# プルデンティウス
プルデンティウス（Prudentius、4世紀 - 5世紀）は、古代ローマ帝国末期の詩人。

## 生涯
プルデンティウスの生涯の詳細はわかっていない。通説ではプルデンティウスは348年頃にローマ帝国の現スペイン北部ヒスパニア・タラコネンシスで誕生した。正確な出生地は定かでないが
サラゴサ、タラゴナ、カラオラなどが有力視されている。家柄の詳細は不明な点が多いが、一説では貴族の出身といわれている。キリスト教徒の家庭であり、裕福であったと考えられている。伝えられるところによればキリスト教徒であったプルデンティウスは、当時のローマ皇帝フラウィウス・クラウディウス・ユリアヌスがとった反キリスト教政策に反発する少年時代であったという。ローマの学校で修辞学と法学を修め、学業を終えたのち故郷で在野の法律家として下積み生活を経て独立した法律家として大成を果たし、やがて帝国の役人になった。以後、出世を重ねてヒスパニア・タラコネンシスの総督に就任した。その後は上京してローマで皇帝テオドシウス1世のもとで高位官職を務めた。それからメディオラヌム（現在のミラノ）にある宮廷に招かれ、ホノリウス皇帝の寵愛を受けて側近として活躍した。後年になってプルデンティウスは生き方に疑問を感じておおやけの場から身を引き、ヒスパニア・タラコネンシスに帰郷したあと、修道院にこもるなど厳格な禁欲生活を送った。
作品のほとんどは公職から身を引いたあとに書かれたものであり、キリスト教の宗教詩、教訓詩、論争詩、賛美歌集、抒情詩を残した。プルデンティウスはキプリアヌスやテルトゥリアヌス、アンブロジウスに感化を受けた。さらに古典ラテン文学の造詣が深かった。三位一体やキリストの神性を説いた教訓詩『アポテオシス』、ローマ帝国のキリスト教殉教者に捧げた14編の抒情詩『リベル・ペリステファノン』、マルキオン派の二元論を批判した教訓詩『ハマリティゲニア』、12編の讃美歌を収めた『リベル・カテメリノン』、美徳と悪徳を擬人化して信仰の闘いを描いた挿話詩『プシュコマキア』などはいずれも誉れ高く、そのキリスト教的世界観から中世ヨーロッパで広く読まれた。プルデンティウスの原本は現存しないが写本が多く残っており、最古の写本は6世紀のものがある。最後にプルデンティウスは404年ないしは405年に過去の作品をまとめたうえで自伝的序文を付した全集を発表した。
プルデンティウスの死没地はまったく分かっていない。それから正確な没年も不明であり、5世紀の初め、405年から413年にいたる間のいずれかにこの世を去ったと考えられている。一説によればローマ略奪の年であった410年といわれている。しかしながら基本的に405年以降をもって行方を絶ったプルデンティウスについてうかがい知れる記録は一切残されていない。

## 作品
- Psychomachia
- Liber Cathemerinon
- Dittochæon
- Liber Peristephanon
- Apotheosis
- Hamartigenia
- Libri contra Symmachum